# 美國駐波蘭大使館

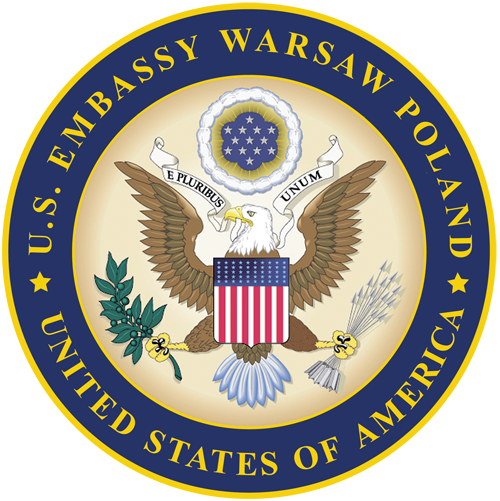
美國駐波蘭大使館館徽

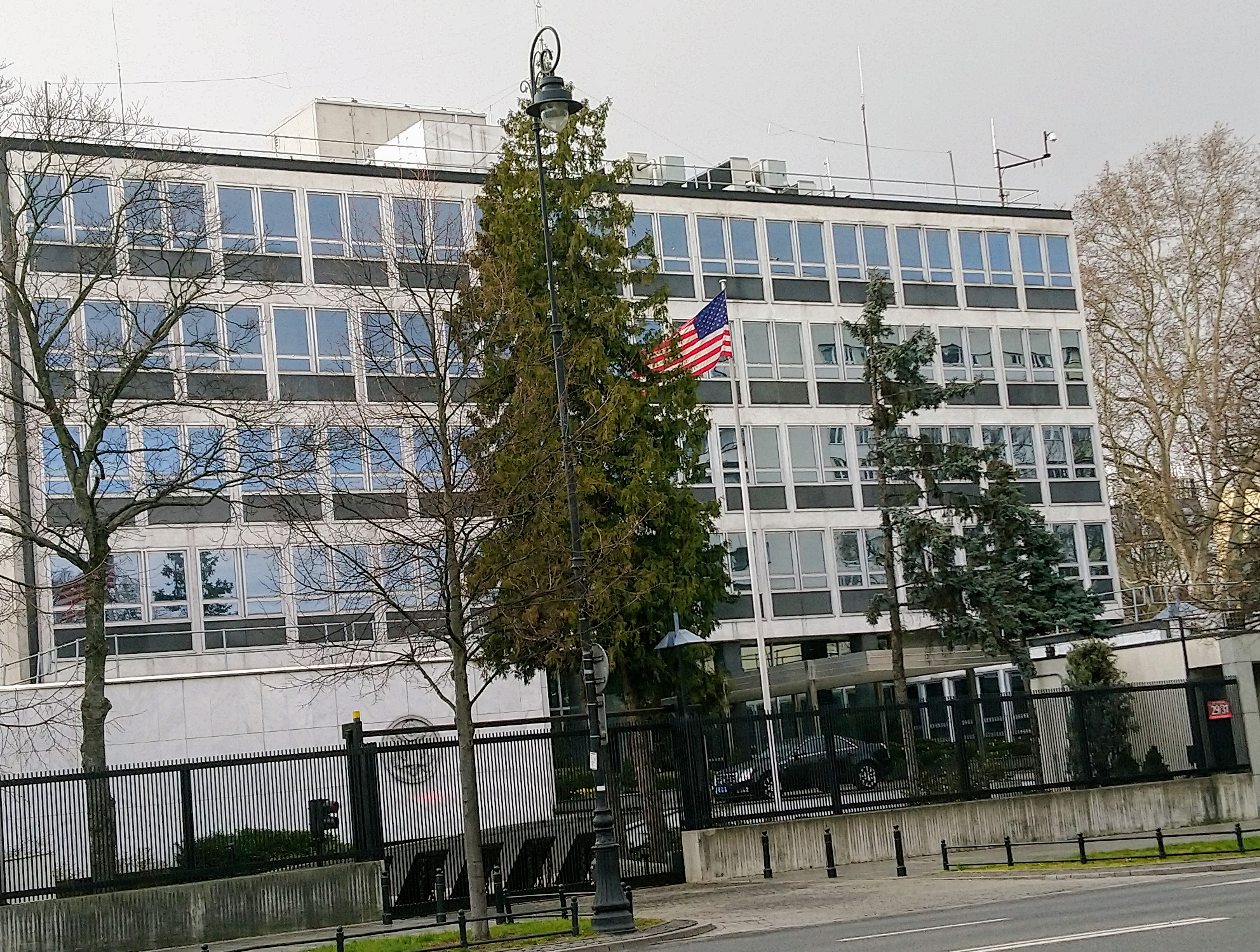
美国驻波蘭大使馆華沙館舍，攝於2020年

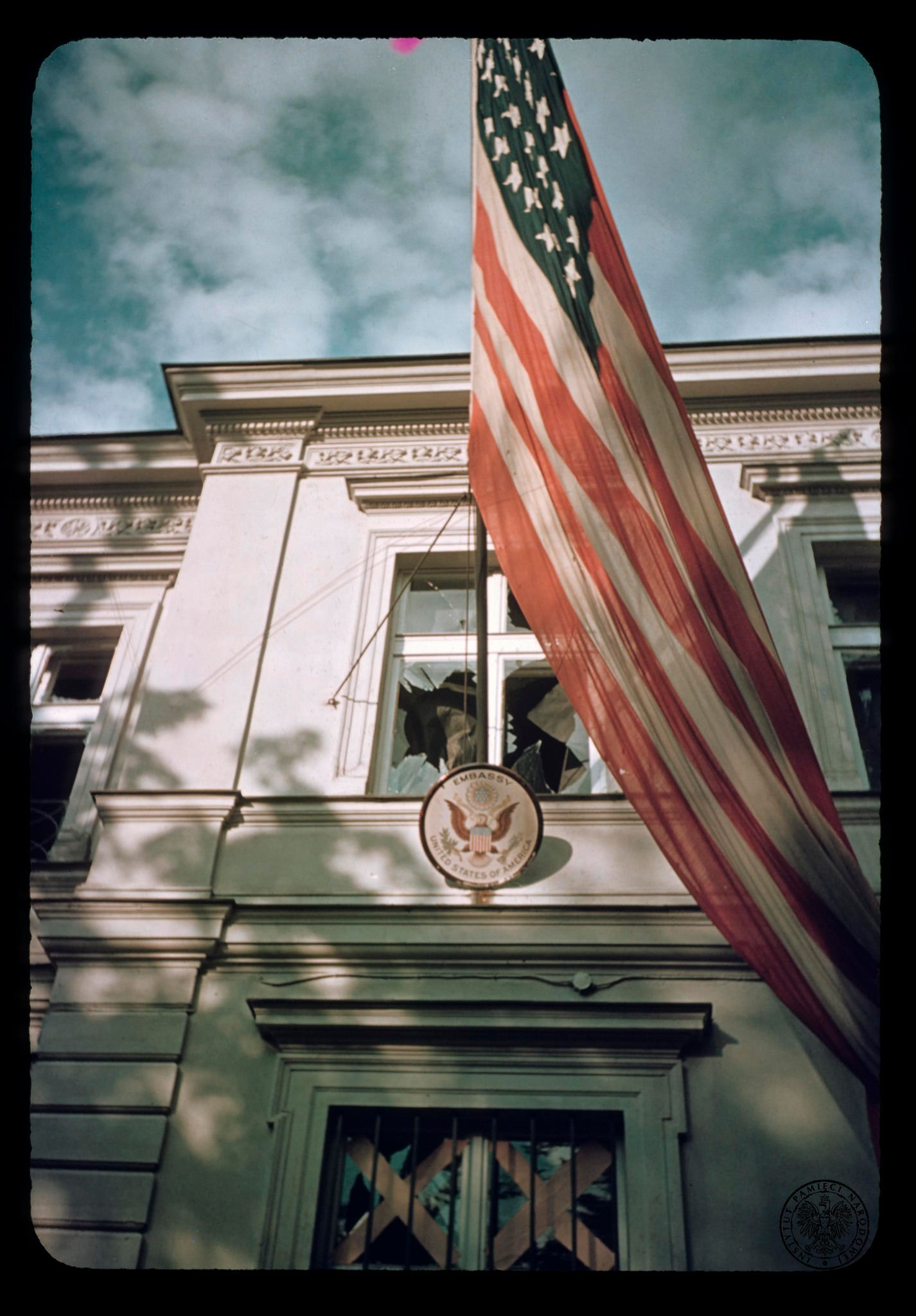
1939年纳粹德国空袭波蘭期间的美国驻波兰大使馆

美国驻波兰大使馆位於波兰华沙的烏亞茲多夫大道。
1871年，美國在當時仍然是俄羅斯帝國領土的華沙開設領事館。第一次世界大戰結束後的1919年，美國在已經復國的波蘭华沙設立了在該國的第一个外交代表机构。1939年德國進攻波蘭發動波蘭戰役後，美國駐波蘭大使馆搬到法國巴黎（1939-1940），然后又搬到英國伦敦（1940-1945）。1945年7月5日，大使館搬回華沙，同日伦敦館址关闭。 
美国还在克拉科夫设有领事馆。 

## 外部鏈接
- https://pl.usembassy.gov/ （页面存档备份，存于）